# The Innocents
The Innocents – trzeci album brytyjskiego duetu Erasure wydany w roku 1988. 

## Utwory
| #   | Tytuł                                         | Długość |
| --- | --------------------------------------------- | ------- |
| 1.  | A Little Respect                              | 3:32    |
| 2.  | Ship of Fools                                 | 4:01    |
| 3.  | Phantom Bride                                 | 3:32    |
| 4.  | Chains of Love                                | 3:45    |
| 5.  | Hallowed Ground                               | 4:05    |
| 6.  | Sixty-Five Thousand                           | 3:23    |
| 7.  | Heart of Stone                                | 3:20    |
| 8.  | Yahoo!                                        | 3:48    |
| 9.  | Imagination                                   | 3:28    |
| 10. | Witch in the Ditch                            | 3:45    |
| 11. | Weight of tThe World                          | 3:40    |
| 12. | When I Needed You (Melancholic Mix)           | 4:22    |
| 13. | River Deep, Mountain High (Private Dance Mix) | 7:00    |

## Reedycja albumu
26 października 2009 do sklepów trafiła reedycja z okazji 21 lat od wydania albumu. Z tej okazji wydano dodatkowe CD z remiksami oraz zremasterowane DVD z koncertu nagranego w 1988 roku na VHS.
CD1 - Taki sam jak wcześniej
CD2 - 
1. Ship of Fools (Shiver Me Timbers Mix)
2. When I Needed You
3. River Deep Mountain High (7" Version)
4. Chains of Love (The Unfettered Mix)
5. Don't Suppose (Country Joe Mix)
6. The Good The Bad and the Ugly (The Dangerous Remix)
7. A Little Respect (12" House Mix)
8. Like Zsa Zsa Zsa Gabor (Mark Freegard Mix))
9. Love Is Colder than Death
10. Phantom Bride (BBC 'In Concert' live recording)
11. Heart of Stone (BBC 'In Concert' live recording)
12. Hallowed Ground (BBC 'In Concert' live recording)
13. Witch in the Ditch (BBC 'In Concert' live recording)

DVD
The Innocents Live – NEC Birmingham 15/11/88
1. Chains of Love
2. A Little Respect
3. Witch in the Ditch (znajduje się jako dodatkowy utwór, wcześniej niedostępny)
4. The Circus
5. The Hardest Part
6. Push Me Shove Me
7. Gimme! Gimme! Gimme! (znajduje się jako dodatkowy utwór, wcześniej niedostępny)
8. Spiralling
9. Hallowed Ground
10. Oh L’amour
11. Who Needs Love Like That
12. Stop
13. Victim of Love
14. Ship of Fools
15. Knocking on Your Door
16. Sometimes

The Innocents At The BBC
1. Ship of Fools – Going Live!
2. A Little Respect – Top of the Pops
3. The Innocents Live (BBC 35-minute TV Special - First Broadcast 12 December 1988)

The Innocents - Promotional Videos
1. Ship of Fools
2. Chains of Love
3. A Little Respect

The Innocents Live - Downloads
Plik MP3 do ściągnięcia The Innocent Live.